# 塚本くみ子
塚本 くみ子（つかもと くみこ、1975年1月23日 - ）は、北陸朝日放送 (HAB) の社員で、元同局のアナウンサー。

## 来歴
鹿児島県鹿児島市出身。中国の上海大学に入学し、中国語言語文化を学ぶ。
大学を卒業後、1999年10月に広島ホームテレビ (HOME) の契約アナウンサーになる。
広島ホームテレビとの契約の終了後、2002年に北陸朝日放送のアナウンサーになる。2007年にはテレビ朝日系列の年末特別番組『全国おもしろニュースグランプリ』の女子アナ部門に、塚本出演のVTR「ダダすべりの女」がノミネートされる。
2010年7月の人事異動により、アナウンス職を離れて広報担当になる。2015年からは営業局に所属し、新作映画のパブリシティプロモーションや、北陸地方の企業にさまざまな企画や番組を売り込む提案営業などを行っている。2019年東京支社へ異動。映画配給や大手代理店など担当。2020年退職。2022年株式会社ルーク・スタイル代表取締締役。貢献・循環を柱に、これまでの経験を活かし、講演活動や講師として大学や企業で活躍。その他オンライン授業やイベント運営制作も手がける。。

## 担当番組

### 広島ホームテレビ
- げっきんLIVE[3]
- HOMEニュース（『ANNニュース』ローカルパート）[3]
- テレビ診察室[3]
- ぐるりん瀬戸内（近畿・中国・四国地方のANN加盟局共同製作番組）[3]

### 北陸朝日放送
- HABスーパーJチャンネル[6]
- HABニューススカッシュ[6]
- 朝だ!生です旅サラダ（朝日放送） - 北陸朝日放送制作回リポーター（2002年 - 2005年）[7][8][9][10]
- 熱闘物語2007 〜それでも僕らは野球がしたい〜 - ナレーター[11]
- DokiDokiてれび[2]
- くみ子のイチオシPR
- 地デジミィー5ch